# Keith Richards
Keith Richards (ur. 18 grudnia 1943 w Dartford) – brytyjski muzyk, współzałożyciel i gitarzysta zespołu The Rolling Stones, ponadto autor tekstów i sporadycznie wokalista oraz aktor.
Twórca muzyki większej części repertuaru grupy The Rolling Stones, a także jej wokalista (rzadziej). Jedna z najbardziej znanych postaci showbusinessu, swą grą zapewnił charakterystyczne brzmienie grupy (mocne i agresywne akordy, tzw. riffy, w które wtopiony był śpiew wokalisty). Jako jeden z pierwszych gitarzystów zaczął wykorzystywać efekty gitarowe dla wzbogacenia brzmienia (m.in. kostkę fuzz box w najsłynniejszym utworze (I Can’t Get No) Satisfaction). Chętnie grywa gościnnie z innymi wykonawcami, a także występuje jako solista; był między innymi uczestnikiem pierwszej edycji Live Aid razem z kolegą z zespołu Ronem Woodem akompaniował Bobowi Dylanowi.
W 2011 roku pojawił się na 4. miejscu listy 100 największych gitarzystów wszech czasów magazynu Rolling Stone.

## Życiorys

### Rodzina
Urodził się 18 grudnia 1943 w Dartford. Według swojej matki, przyszedł na świat podczas trwania nalotu Luftwaffe. Jest jedynym dzieckiem Doris Maud Lydii z d. Dupree i Herberta Williama „Berta” Richardsa. Jego matka była pracownicą biurową, a ojciec robotnikiem fabrycznym i weteranem II wojny światowej, rannym podczas inwazji w Normandii. Dziadkowie od strony ojca, Eliza i Ernie Richards, byli działaczami Partii Pracy w Walthamstow, ówczesnym przedmieściu Londynu. Przez większość kariery zawodowej Ernie Richards pracował jako ogrodnik. W 1941 Eliza Richards została wybrana burmistrzem miejscowości. Rodzina Richardsów pochodziła z Walii.
Przez cały okres dzieciństwa i młodości Keith czuł się blisko związany ze swoim dziadkiem od strony matki, Augustusem Theodorem „Gusem” Dupree, dawnym muzykiem big-bandu. To on zainspirował Keitha do gry na gitarze. Wraz ze swoją żoną Emmą, Gus Dupree, doczekał się siedmiu córek. Rodzina Dupree pochodziła z Francji.
W 1957 rodzice Richardsa się rozeszli. Jego matka związała się z kierowcą taksówki Billem, który przyjął nazwisko Richards. Ślub wzięli jednak dopiero w 1998. Keith utrzymywał dobre relacje z ojczymem, który wspierał działalność The Rolling Stones w początkowym etapie jego istnienia.

### Wczesne lata
Ukończył szkołę podstawową w Wentworth, do której chodził także Mick Jagger, jednak obaj wówczas znali się tylko z widzenia. W okresie szkolnym był szykanowany ze względu na swój wygląd – odstające uszy i ciemne obwódki wokół oczu. Jako uczeń szkoły był członkiem chóru, zaśpiewał m.in. podczas ceremonii koronacji królowej Elżbiety II. Po przejściu mutacji głosu został wydalony z chóru, przez co stracił zainteresowanie nauką i zaczął się buntować wobec szkoły jako instytucji. Zaangażował się za to w ruch harcerski, wstępując do Siódmego Zastępu Darford. W tym czasie dorywczo pracował weekendowo, rozwożąc chleb z piekarni.
W 1954 rodzice Keitha wyprowadzili się z Wentworth do Dartford, gdzie Richards od 1955 do 1959 uczęszczał do męskiej szkoły technicznej. W 1959 został wydalony ze szkoły z powodu nieobecności, po czym przeniósł się do szkoły plastycznej Sidcup Art College. Tam rozwinął swoje zainteresowania muzyczne, nie tylko dużo czasu poświęcał na słuchanie i analizowanie gry muzyków, takich jak Little Richard, Buddy Holly, Eddie Cochran, Fats Domino czy Elvis Presley, ale także sam spędzał dużo czasu na uczeniu się gry na gitarze. W nowej szkole poznał wiele osób, z którymi łączyły go wspólne zainteresowania. Wśród nich był Dick Taylor, pierwszy basista The Rolling Stones. Spędzał dużo czasu w klubach muzycznych, gdzie poznał Briana Jonesa i Iana Stewarta. W Sidcup Art College panowała duża swoboda obyczajowa – uczniów nie obowiązywał mundur, a wielu z nich nosiło długie włosy.
W 1962 powstał jego pseudonim „Keef” będący parafrazą wyrazu „Beef” oznaczającego wołowinę. Również w 1962 po ukończeniu nauki w Sidcup Art College został skierowany do agencji reklamowej J. Walter Thompson, jednak ponieważ zachował się nieuprzejmie względem potencjalnego pracodawcy, nie otrzymał zatrudnienia. W swojej autobiografii przyznał, że był to dla niego pretekst, by móc poświęcić się w zupełności karierze muzycznej.

### Kariera zawodowa
W październiku 1961 spotkał na stacji kolejowej w Dartford Micka Jaggera. Ten zauważył, że Keith Richards trzyma w dłoni płytę Chucka Berry’ego. Wkrótce się zaprzyjaźnili. W tym czasie poznał także Dicka Taylora, Briana Jonesa i Iana Stewarta, z którymi 12 lipca 1962 zagrali w Marquee Clubie swój pierwszy koncert jako zespół The Rolling Stones. Wkrótce zaczęli grać regularne koncerty w klubie aż do bójki Richardsa z właścicielem lokalu Harrym Pendletonem. Od jesieni 1962 do lata 1963 mieszkał z Jonesem i Jaggerem w londyńskiej Chelsea przy Edith Grove 102. Wynajmowali mieszkanie bez ogrzewania i z tylko jednym łóżkiem w dużym pokoju. Z czasem zamieszkał z nimi także James Phelge, który został przyjacielem zespołu. Muzycy nie mieli wtedy środków do życia, utrzymywali się m.in. z drobnej kradzieży jedzenia. Przez blisko rok poświęcali dużo czasu na naukę gry na instrumentach i stworzeniu własnego stylu.

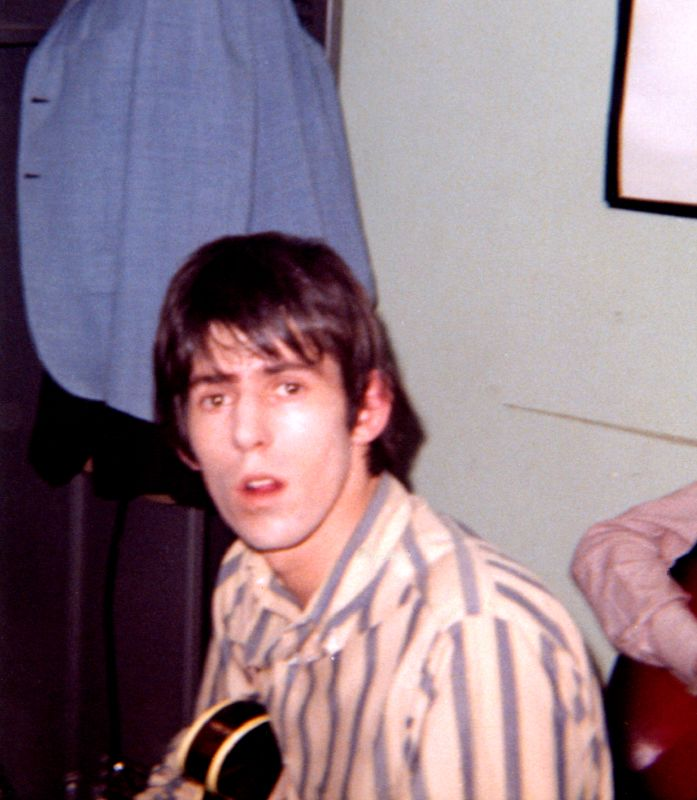
Keith Richards w 1965

Początkowo zespół The Rolling Stones miał na celu propagowanie muzyki bluesowej, zaś ich największą inspiracją była muzyka Jimmy’ego Reeda. W tym okresie zespół grał w klubach, takich jak m.in.: Flamingo, Ealing, Crawdaddy i Marquee. Podczas jednego z występów w Crawddady zespół został wypatrzony przez Andrew Loog Oldhama, który zagwarantował im pierwszy kontrakt z wytwórnią Decca i nagranie w Olympic Studios. Za namową Oldhama zaczął także pisać piosenki w duecie z Jaggerem; we wrześniu 1963 napisali swój pierwszy autorski przebój „As Tears Go By”, który nagrała Marianne Faithfull i który stał się pierwszą piosenką duetu notowaną w pierwszej dziesiątce UK Singles Chart. Wkrótce pisanie tekstów stało się stałym elementem pracy Richardsa i Jaggera, którzy tym razem poświęcali się głównie tworzeniem dla The Rolling Stones – Richards najczęściej wymyślał motyw przewodni piosenki, a Jagger dopisywał resztę tekstu, ale niektóre utwory artyści pisali samodzielnie. Richards napisał riffy i ścieżki melodyczne do wielu szlagierów zespołu, jak np. „Paint It, Black”, „Angie”, „Sympathy for the Devil”, „Gimme Shelter”, „Jumping Jack Flash”. Według własnych słów, lunatykując przez sen, miał nagrać na magnetofonie muzykę do utworu „(I Can’t Get No) Satisfaction”.
W 1967 był świadkiem wystąpień studentów w Rzymie.
Pod koniec lat 60. zaczął eksperymentować z nowymi, bądź mało znanymi efektami muzycznymi, jak np. granie na otwartym stroju gitary. Wystąpił też w kilku filmach o The Rolling Stones.
W latach 80. rozpoczął udaną karierę solową w odpowiedzi na płyty wydawane przez Micka Jaggera. Wydał łącznie dwa wysoko oceniane przez krytyków albumy studyjne oraz jeden koncertowy.
W 2007 gościnnie zagrał kapitana Teagie Sparrowa w filmie Piraci z Karaibów: Na krańcu świata (2007). Zgodził się również na tę samą rolę w filmie Piraci z Karaibów: Na nieznanych wodach (2011).
W 2011 wydał autobiografię Życie (ISBN 978-0-316-03441-8), którą na nowo zaostrzył swoje stosunki z Mickiem Jaggerem, krytykując zachowanie i solową twórczości wokalisty, a także wyśmiewając jego wygląd.

## Życie prywatne

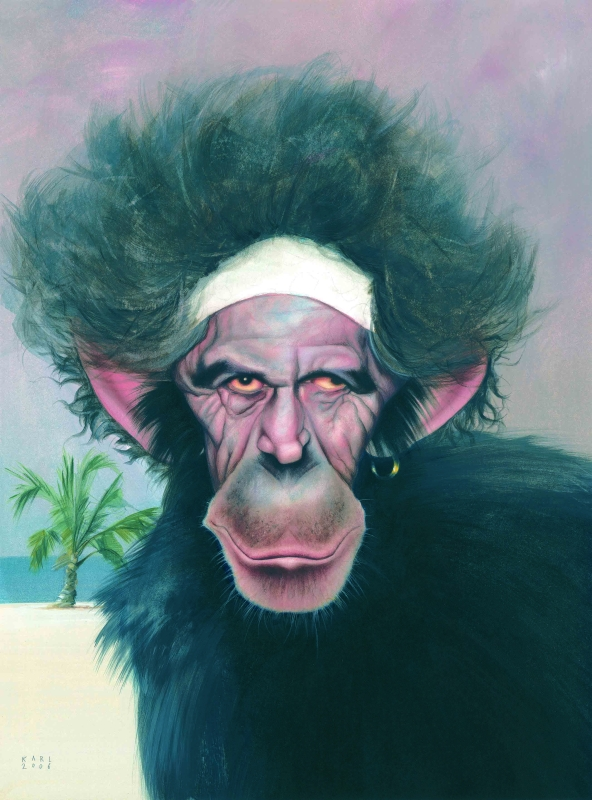
Karykatura artysty autorstwa Karla Meersmana

Był wielokrotnie aresztowany i karany za posiadanie narkotyków oraz nieobyczajne zachowanie. Jego pierwszy kontakt z narkotykami miał miejsce w 1965 podczas trasy koncertowej w Stanach Zjednoczonych. Ciemnoskórzy muzycy bluesowi, z którymi grali The Rolling Stones, nauczyli ich używać marihuany oraz amfetaminy. W 1967 po raz pierwszy miał styczność z LSD. Następnie zaczął zażywać także heroinę i speedball, poza tym brał też barbiturany, tuinal i quaalude.
Pod koniec 1966 nabył swoją pierwszą posiadłość Redlands w West Sussex. Od końca lat 60. dom ten stał się areną wielu policyjnych nalotów. Mieszka w Weston w stanie Connecticut.
W 1966 spotykał się z Lindą Parker, która porzuciła go dla Jimiego Hendrixa. W latach 1967–1979 związany był z Anitą Pallenberg, wcześniejszą partnerką Briana Jonesa. Miał z nią troje dzieci: Marlona Leona Sundeepa (ur. 1969), Angelę Dandelion (ur. 1972) i Tarę Jo Jo Gunne (ur. i zm. w 1976). Wspólnie z Pallenberg w 1972 odbył narkotykowy odwyk. Rozstali się pod koniec lat 70.. Od 1983 żonaty z modelką Patti Hansen, z którą ma dwie córki.
Podczas jednej z pierwszych tras koncertowych po Wielkiej Brytanii poznał Ronnie Bennett, wokalistkę zespołu The Ronettes. Połączyła ich przyjaźń. Wkrótce zaprzyjaźnił się także z muzykami: Bobbym Keysem i Gramem Parsonsem, a także marszandem Robertem Fraserem, handlarzem antyków i bibliofilem Christopherem Gibbsem czy fotografem Michael Cooperem. Pod koniec lat 60. zacieśnił swoje kontakty z Johnem Lennonem, który był częstym gościem jego posiadłości Redlands.

## Publikacje
- Keith Richards: In His Own Words, 1996, Omnibus Press, ISBN 978-0-7119-3634-8
- Life, 2011, Back Bay Books, ISBN 978-0-316-03441-8
- Gus & Me: The Story of My Granddad and My First Guitar, 2014, Little, Brown Books for Young Readers, ISBN 978-0-316-32065-8

## Instrumentarium
| Gitary - Fender '52 Telecaster – Butterscotch Blonde - Natural finish 50's Fender Telecaster - Fender telecaster sunburst - Music Man Silhouette guitar - Fender Stratocaster '58 Mary Kay - Fender Classic Series '72 Telecaster Deluxe - Gibson ES-355 Guitar - Gibson Les Paul Custom - Gibson Les Paul TV - Gibson acoustic guitars - Gibson Les Paul Standard - Ampeg Dan Armstrong - Tom Anderson Trans Black, Cobra - 1949 Martin D-18 and 1954 Martin D-18 | Pozostałe - Fender High Power Tweed Twin - Marshall head - Fender Bassman 4x10 - Mesa Boogie 4x 12” cabinets - Mesa Boogie Mark I amp - Ernie Ball regular Slinkys .010 gauge - Zinky Master Blaster clean boost pedal - Ibanez UE-400 multi-effects - Fulltone Tube Tape Echo - MXR Phase 100 - MXR Phase 90 „Script” version - MXR Analog Delay |

## Dyskografia solowa
- Talk Is Cheap (1988)
- Live at the Hollywood Palladium, December 15, 1988 (1991)
- Main Offender (1992)
- Crosseyed Heart (2015)

## Filmografia
- The Kids Are Alright (jako on sam, 1979, film dokumentalny, reżyseria: Jeff Stein)[37]
- Piraci z Karaibów: Na krańcu świata (jako kapitan Teague, 2007, film fabularny, reżyseria: Gore Verbinski)[38]
- Obcan Havel (jako on sam, 2008, film dokumentalny, reżyseria: Miroslav Janek, Pavel Koutecký)[39]
- Stones in Exile (jako on sam, 2010, film dokumentalny, reżyseria: Stephen Kijak)[40]
- „Piraci z Karaibów: Na nieznanych wodach” (jako kapitan Teague, 2011, film fabularny, reżyseria: Rob Marshall)[41]
- Crossfire Hurricane (jako on sam, 2012, film dokumentalny, reżyseria: Brett Morgen)[42]